# رولف باومن
رولف باومن (انگلیسی: Rolf Baumann؛ زادهٔ ۱۴ ژوئن ۱۹۶۳) بازیکن فوتبال سابق اهل آلمان است.
از باشگاه‌هایی که در آن بازی کرده‌است می‌توان به باشگاه فوتبال اشتوتگارت و باشگاه فوتبال بازل اشاره کرد.